# Max Zweig
Pour les articles homonymes, voir Zweig.
Œuvres principales
Max Zweig, né le 22 juin 1892 à Prossnitz en margraviat de Moravie, en Autriche-Hongrie, et mort le 5 janvier 1992 à Tel-Aviv en Israël est un écrivain et dramaturge tchécoslovaque et israélien. C'est un cousin de Stefan Zweig.

## Biographie
Destiné au métier d'avocat, celui de son père, Max Zweig se tourne, dès l'époque de ses études, vers une carrière littéraire, bien qu'il passe son doctorat en droit à l'Université de Prague en 1919. En 1920, il vit à Berlin. Son premier drame, Ragen, est monté en 1924. Il se consacre désormais entièrement au théâtre. En 1934, il doit quitter l'Allemagne nazie et retourne dans sa ville natale en Tchécoslovaquie.
En 1938, il se rend à Tel-Aviv à l'occasion de la première de sa pièce Die Marranen, montée par le théâtre Habima. L'occupation de la Tchécoslovaquie par la Wehrmacht rend tout retour vers son pays natal impossible. Il vivra jusqu'à la fin de ses jours en Israël, continuant à écrire en allemand.

## Œuvres

### Drames
- 1929, Elimelech und die Jünger
- 1931, St. Helena
- 1932, Rasputin
- 1938, Die Marranen
- 1939, Davida
- 1947, Ghetto Warschau
- 1989, Die Deutsche Bartholomäusnacht, Munich, Scaneg Verlag

### Prose
- 1987, Lebenserinnerungen, Gerlingen, Bleicher Verlag

### Édition
- Édition en six volumes, Hambourg, Igel Verlag (1997-2002) 
  - Werke I: Dramen
  - Werke II: Die Dritte-Reich-Dramen
  - Werke III: Die jüdischen Dramen
  - Werke IV: Verstreute Dramen
  - Werke V: Die politisch-historischen Dramen
  - Werke VI: Autobiographisches. Nachgelassenes

## Sources
- (de) Biographie de max Zweig sur le site de la Bibliothèque nationale autrichienne
- (de) Wilhelm Sternfeld, Eva Tiedemann, 1970, Deutsche Exil-Litteratur 1933-1945 deuxième édition augmentée, Heidelberg, Verlag Lambert Schneider.